# UK hardcore (dance)
UK hardcore (upfront hardcore, trancecore, nustyle happy hardcore) – podgatunek muzyki hardcore będący odmianą muzyki hard dance, charakteryzujący się szybkim tempem (160 - 190 BPM) i w większości równym rytmem w metrum na 4/4. Wywodzi się w prostej linii z happy hardcore i jest uważana za jego kontynuację, choć istotny wpływ na jej rozwój mają również inne gatunki - przede wszystkim niemiecka i holenderska szkoła muzyki trance. UK hardcore jest gatunkiem ściśle związanym z kulturą rave.

## Historia
Trudno jednoznacznie wskazać datę wyodrębnienia się UK hardcore z happy hardcore. Zdaniem niektórych takie wyodrębnienie nigdy nie nastąpiło i nadal mamy do czynienia z tym samym gatunkiem, tyle że o zmienionym brzmieniu. Pod koniec lat 90. niektóre happy hardcore'owe wytwórnie płytowe zaczęły wydawać utwory z charakterystyczną dla trance'u linią basową, produkowane z coraz intensywniejszym wykorzystaniem syntezatorów. Poziom produkcji początkowo mocno odbiegał od standardów wyznaczanych przez scenę trance, jednak producenci hardcore'u w przeciągu kilku lat podchwycili i utrwalili nowe brzmienie. Z połączenia wcześniejszych doświadczeń ze świeżym warsztatem i filozofią produkcji wyłoniła się nowa ścieżka ewolucji happy hardcore'u (który przeżywał wtedy poważny kryzys popularności).
Liczba wydawnictw utrzymanych w nowej stylistyce systematycznie rosła, stopniowo wypierając "klasyczny" happy hardcore. Zaczęły się pojawiać remiksy popularnych happy hardcore'owych utworów i pierwsze kompozycje wokalne napisane całkowicie z myślą o nowym brzmieniu. Za przełomowe uznaje się lata 2002/2003 - pojawiły się wtedy pierwsze albumy (kompilacje) utrzymane całkowicie w UK hardcore'owej stylistyce (np. Bonkers 8), a także pierwsze "hymny" UK hardcore ("Heartbeats", "You're Shining"). Część artystów, nie akceptując "nowej twarzy" happy hardcore'u, opuściła scenę. Pozostali (i nowi) producenci dostosowali się, nadając gatunkowi mocno zróżnicowany charakter. W efekcie powstały nieformalne podgatunki, nazywane przykładowo "vocal hardcore", "bouncy hardcore", "powerbounce" czy "partycore".
Aktualnie scena UK hardcore rozwija się dynamicznie przede wszystkim w Wielkiej Brytanii, Australii i USA. Szereg innych krajów posiada mniej rozwinięte lub bardziej rozproszone sceny - są to m.in. Kanada, Japonia, Irlandia, Hiszpania, Niemcy, Polska, Rosja i Węgry.

## Charakterystyka
UK hardcore cechuje się z reguły miarowym rytmem 4/4 (następujące równomiernie po sobie stopa i bas) i szybkim tempem w zakresie 160 - 190 uderzeń na minutę (BPM). Struktura utworów zwykle obejmuje intro (wprowadzenie), strofę, breakdown (fragment pozbawiony stopy i linii basowej), refren i outro (zakończenie); często stosowane jest powtórzenie strofy i refrenu. Intro i outro dodawane są przede wszystkim z myślą o DJ-ach, gdyż ułatwiają płynne miksowanie utworów ze sobą. 
Typowe utwory UK hardcore są melodyjne, często (choć nie jest to regułą) wykorzystuje się wokal i rap. W produkcji stosuje się zarówno brzmienia z syntezatorów jak i sample; część producentów, szukając oryginalnego brzmienia, coraz częściej wraca do intensywnego wykorzystywania tych ostatnich.
Utwory wydawane są tradycyjnie na płytach winylowych, jednak cyfrowe wydawnictwa (wysokiej jakości pliki mp3) zaczynają powoli wypierać tradycyjne czarne płyty. Tylko niewielka część utworów jest obecnie wydawana wyłącznie na "winylach". Cyfrowa rewolucja w muzyce zaowocowała powstaniem wielu nowych UK hardcore'owych wytwórni (digital labels) i skłoniła większość już istniejących do udostępnienia dyskografii w postaci cyfrowej.
Istotnym motorem napędowym sceny UK hardcore, obok rave'ów i internetu, są wydawane cyklicznie zmiksowane albumy (zwykle kilkupłytowe). Niektóre z tych serii doczekały się kultowego statusu, a kolejne wydania są przedmiotem ożywionych dyskusji i niecierpliwego wyczekiwania fanów.
UK hardcore jest na rave'ach i imprezach klubowych grany przez DJ-ów i często uzupełniany wokalnie przez MC. Dość popularne są back-to-back (b2b), czyli sety grane przez dwóch lub więcej DJ-ów jednocześnie. Charakterystyczną cechą imprez UK hardcore są - "odziedziczone" po happy hardcore - glowsticki oraz inne świecące akcesoria, kolorowe ubrania z odblaskowymi elementami itp.
UK hardcore spotyka się z silną krytyką ze strony części środowiska fanów "klasycznej" muzyki rave (oldskool hardcore, happy hardcore) oraz ciężkiego hardcore'u (gabber, extremecore). Gatunkowi zarzuca się odejście od surowego i agresywnego brzmienia w kierunku komercyjnie dopracowanych i profesjonalnych (ale tym samym "ugrzecznionych") produkcji oraz kopiowanie brzmienia popularnych odmian trance'u.

## Nazewnictwo
Nazwa "UK hardcore", choć mocno już ugruntowana, nie przestaje budzić kontrowersji. Niechętni nowemu brzmieniu zwolennicy "starej szkoły" brytyjskiego hardcore'u sprzeciwiają się stosowaniu pojęcia "hardcore" w odniesieniu do - jak mówią - przyspieszonego trance'u. Na podobnym stanowisku stoi część środowiska ekstremalnego hardcore techno. "UK hardcore" jest również określeniem na brytyjski hardcore punk, co powoduje dodatkowe nieporozumienia.
Z tych i innych powodów część fanów i przeciwników pozostaje przy nazwie "happy hardcore", czasem dodając do niej "nustyle / new style" lub "nuskool / new school". Rzadziej spotykaną alternatywą jest "trancecore", choć co do jej adekwatności zdania są również podzielone.